# Hugo Haase
Hugo Haase (Allenstein, 29. rujna 1863. – Berlin, 7. studenog 1919.), njemački političar, pravnik i pacifist.

## Životopis
Haase je rođen u mjestu Allenstein, Provincija Prusija, kao sin židovskog izrađivača cipela Nathana Haasea i Pauline Anker. Studirao je pravo u Königsbergu i završio za odvjetnika. Postao je prvi socijaldemokrat u Königsberškom Stadtratu, a 1897. je postao zamjenik u Reichstagu. Branio je socijaldemokrate u mnogim slučajevima gdje su bili žrtve političkih napada. 
Haase je pripadao revizionističkom djelu stranke, koja se protivila marksizmu, i shvatila da se promjene trebaju događati postepeno i da najbolji put za promjene više nije revolucija. On i August Bebel su 1911. postali predsjednici SPD-a, a 1912. je, zajedno s Philippom Scheidemannom, postao vođa SPD-a u Reichstagu. Nakon Bebelove smrti, Haase i Friedrich Ebert su postali vođe SPD-a.
U srpnju 1914. organizirao je antiratnu skupštinu SPD-a, a 31. srpnja i 1. kolovoza borio se protiv odluke u SPD-u da se povećaju ratne zasluge. No, to nije uspio napraviti zbog opozicije Friedricha Eberta i zbog nedostatka većine u stranci. Zbog discipline stranke Haase je trebao braniti SPD na jednom sastanku Reichstaga. Kao odgovor na njegov komentar "Nećemo napustiti Domovinu u opasnosti", carska vlast je uspostavila svoju Burgfrieden politiku.
Nakon kolapsa njemačkih ratnih planova 1914., Haase se sve glasnije bunio protiv politike frakcije SPD-a. Kao vođa frakcije, bio je prisiljen odstupiti 1915., a kao vođa stranke, 1916. U ožujku 1916. postao je vođa Sozialdemokratische Arbeitsgemeinschafta, organizacije koju su osnovali ratni kritičari SPD-a. Godine 1917. je postao vođa USPD-a, novoosnovane stranke koja je zahtijevala mirovne pregovore. 
Tijekom Njemačke revolucije, Haase je s vođom većine socijaldemokrata, Ebertom, osnovao provizionalnu vladu zvanu Rat der Volksbeauftragten i postao njezin predsjednik. Nakon nasilnog odgovora revolucionarnom Volksmarinedivisionu na Božić 1918., Haase i još dva člana, Wilheim Dittman i Emil Bart, su 29. prosinca napustili vladu. 
Haaseov USPD je na izborima od 19. siječnja 1919. dobio samo 7% glasova. 
Dana 8. listopada 1919. mentalno bolesni kožar Johann Voss pucao je na Haasea. Haase je zadobio teške ozljede i umro 7. studenog. 
Bio je oženjen Theom Lichtenstein, s kojom je imao troje djece: sina Ernsta i dvije kćeri - Hilde i Gertrud. 